# Kiss Land (singolo)
Kiss Land è un singolo del cantante canadese The Weeknd, pubblicato il 21 maggio 2013 come primo estratto dall'album omonimo.

## Descrizione
Si tratta del brano più lungo del disco, con un durata che supera i sette minuti e mezzo di lunghezza. È stato inizialmente reso disponibile per l'ascolto il 16 maggio 2013 attraverso il suo sito, venendo pubblicato digitalmente cinque giorni più tardi.

## Video musicale
Il video, reso disponibile il 25 giugno 2013, è di carattere NSFW a causa del contenuto sessualmente esplicito.

## Tracce
1. Kiss Land – 7:36